# Romain Brégerie
Romain Brégerie (Talence, 9 agosto 1986) è un ex calciatore francese, di ruolo difensore.

## Statistiche

### Presenze e reti nei club
| Stagione             | Squadra              | Campionato           | Campionato | Campionato | Coppe nazionali | Coppe nazionali | Coppe nazionali | Coppe continentali | Coppe continentali | Coppe continentali | Altre coppe | Altre coppe | Altre coppe | Totale | Totale |
| Stagione             | Squadra              | Comp                 | Pres       | Reti       | Comp            | Pres            | Reti            | Comp               | Pres               | Reti               | Comp        | Pres        | Reti        | Pres   | Reti   |
| -------------------- | -------------------- | -------------------- | ---------- | ---------- | --------------- | --------------- | --------------- | ------------------ | ------------------ | ------------------ | ----------- | ----------- | ----------- | ------ | ------ |
| 2007-2008            | Bordeaux             | L1                   | -          | -          | CF              | 3               | 0               | -                  | -                  | -                  | -           | -           | -           | 3      | 0      |
| 2008-2009            | Metz                 | L2                   | 27         | 0          | CdL             | 2               | 0               | -                  | -                  | -                  | -           | -           | -           | 29     | 0      |
| ago. 2009-dic. 2009  | Metz                 | L2                   | 10         | 0          | CdL             | 2               | 0               | -                  | -                  | -                  | -           | -           | -           | 12     | 0      |
| gen. 2010-mag. 2010  | Châteauroux          | L2                   | 17         | 1          | -               | -               | -               | -                  | -                  | -                  | -           | -           | -           | 17     | 1      |
| 2010-2011            | Metz                 | L2                   | 32         | 2          | CF+CdL          | 2+1             | 0+0             | -                  | -                  | -                  | -           | -           | -           | 35     | 2      |
| Totale Metz          | Totale Metz          | Totale Metz          | 69         | 2          |                 | 7               | 0               |                    |                    |                    |             |             |             | 76     | 2      |
| 2011-2012            | Dinamo Dresda        | 2L                   | 31         | 1          | CG              | 2               | 0               | -                  | -                  | -                  | -           | -           | -           | 33     | 1      |
| 2012-2013            | Dinamo Dresda        | 2L                   | 29+2       | 2+0        | CG              | 2               | 1               | -                  | -                  | -                  | -           | -           | -           | 31+2   | 3+0    |
| 2013-2014            | Dinamo Dresda        | 2L                   | 34         | 1          | -               | -               | -               | -                  | -                  | -                  | -           | -           | -           | 34     | 1      |
| Totale Dinamo Dresda | Totale Dinamo Dresda | Totale Dinamo Dresda | 94+2       | 4+0        |                 | 4               | 1               |                    |                    |                    |             |             |             | 98+2   | 5+0    |
| 2014-2015            | Darmstadt            | 2L                   | 33         | 6          | CG              | 1               | 0               | -                  | -                  | -                  | -           | -           | -           | 34     | 6      |
| 2015-2016            | Ingolstadt 04        | BL                   | 21         | 0          | CG              | 1               | 0               | -                  | -                  | -                  | -           | -           | -           | 22     | 0      |
| Totale carriera      | Totale carriera      | Totale carriera      | 234+2      | 13+0       |                 | 16              | 1               |                    |                    |                    |             |             |             | 250+2  | 14+0   |